# トランプ・インターナショナル・ホテル・アンド・タワー (シカゴ)
トランプ・インターナショナル・ホテル・アンド・タワー（Trump International Hotel and Tower）は、アメリカ合衆国イリノイ州・シカゴ市にある超高層ビルである。2005年に着工、2009年に完成した。92階建てで、尖塔を含む頂上部まで415.1m、軒高は、356.6m。設計はスキッドモア・オーウィングズ・アンド・メリル(SOM)、ブルジュ・ハリファの設計も担当したエイドリアン・スミスである。

## 概要
2001年、トランプ・オーガナイゼーションのドナルド・トランプが世界一高いビルを建設する、と発表、しかし、直後にアメリカ同時多発テロ事件が発生し規模を縮小、何度も設計が修正された。2009年に完成し、ウィリス・タワーに次いで、アメリカで2番目の高さのビルとなった。1 ワールドトレードセンターが2014年に竣工したため現在は3番目の高さとなる。

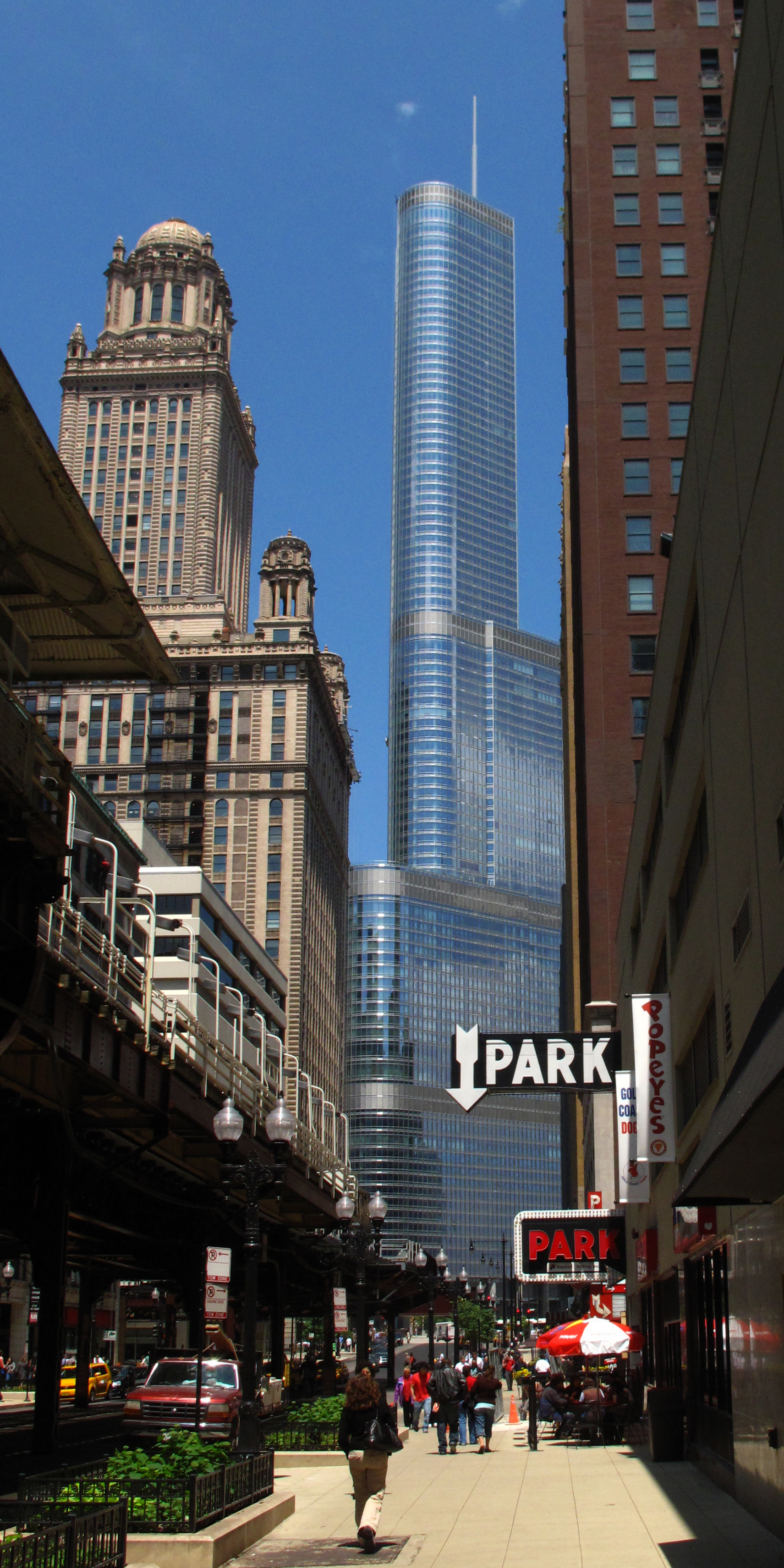
ループから見たトランプ・インターナショナル・ホテル・アンド・タワー

シカゴ川に面しミシガン湖を見渡せるロケーションである。建設地はかつてシカゴ・サンタイムズがあった場所で、リグリービルディングの西に位置している。
低層階から、商業施設、駐車場、ホテル(339室)、マンション(486世帯)となっている。ホテルは一足早く2008年4月に開業した。